# Breathing Room
Breathing Room (também conhecido como A Room to Breathe) (Brasil: O Quarto do Inferno ) é um filme de terror produzido nos Estados Unidos, dirigido por John Suits e Gabriel Cowan, e lançado em 2008.